# Skytte vid olympiska sommarspelen 2008
Skyttetävlingarna under Olympiska sommarspelen 2008 i Peking arrangerades mellan 9 och 17 augusti i Pekings skyttehall (gevärs- och pistoltävlingar) och Beijing Shooting Range Clay Target Field (hagelbössetävlingar).

## Tävlingar
15 uppsättningar medaljer kommer delas ut:
- 50m Gevär Liggande Herrar
- 50m Gevär 3 Positioner Herrar
- 50m Gevär 3 Positioner Damer
- 10m Luftgevär Herrar
- 10m Luftgevär Damer
- 50m Pistol Herrar
- 25m Pistol Damer
- 25m Snabbpistol Herrar
- 10m Luftpistol Herrar
- 10m Luftpistol Damer
- Trap Herrar
- Trap Damer
- Dubbel Trap Herrar
- Skeet Herrar
- Skeet Damer

En NOK får sätta upp två tävlande vid alla tävlingar förutom kvinnors "trap" och lerduveskytte där man bara får ha med en tävlande. Bara tävlande som klarar av minimum-kvalifikationerna (MQS) kan delta i OS. En tävlande kan klara bara en kvotplats för sin NOC i en tävling. Om en kvotplats vinns i en kvalifikationstävling av en skytt som redan har vunnit en kvotplats, så går platsen till skytten som kommer precis efter i rankingen.
Kvotplatserna är som följer:
| Tävling                      | 2006 Värld | Hagelgevär WCH 2005 | Hagelgevär WCH 2007 | Världscup 2005 | Världscup 2006 | Världscup 2007 | Europa 2007 | Amerika 2007 | Asien 2007 | Afrika 2007 | Oceanien 2007 | Värdnation | TOTALT |
| ---------------------------- | ---------- | ------------------- | ------------------- | -------------- | -------------- | -------------- | ----------- | ------------ | ---------- | ----------- | ------------- | ---------- | ------ |
| 50m Gevär liggande Herrar    | 4          | -                   | -                   | 4              | 4              | 4              | 3           | 2            | 2          | 1           | 1             | -          | 25     |
| 50m Gevär 3 positioner       | 4          | -                   | -                   | 4              | 4              | 4              | 3           | 2            | 2          | 1           | 1             | 1          | 26     |
| 50m Pistol herrar            | 4          | -                   | -                   | 4              | 4              | 4              | 3           | 2            | 2          | 1           | 1             | -          | 25     |
| 25m Snabbpistol Herrar       | 2          | -                   | -                   | -              | 4              | 4              | 2           | 1            | 1          | 1           | 1             | 1          | 17     |
| 10m Luftpistol Herrar        | 5          | -                   | -                   | 4              | 4              | 4              | 3           | 2            | 2          | 1           | 1             | 1          | 27     |
| Trap Herrar                  | 3          | 1                   | 1                   | 4              | 4              | 4              | 4           | 3            | 3          | 1           | 2             | 1          | 31     |
| Dubbeltrap Herrar            | 2          | 1                   | 1                   | -              | 4              | 4              | 1           | 1            | 1          | 1           | 1             | -          | 17     |
| Skeet Herrar                 | 3          | 1                   | 1                   | 4              | 4              | 4              | 5           | 3            | 3          | 1           | 2             | 1          | 32     |
| 50m Gevär 3 Positioner Damer | 4          | -                   | -                   | 4              | 4              | 4              | 3           | 2            | 2          | 1           | 1             | -          | 25     |
| 10m Luftpistol Damer         | 5          | -                   | -                   | 4              | 4              | 4              | 3           | 2            | 2          | 1           | 1             | 1          | 27     |
| 25m Pistol Damer             | 4          | -                   | -                   | 4              | 4              | 4              | 3           | 2            | 2          | 1           | 1             | 1          | 26     |
| 10m Luftgevär Damer          | 5          | -                   | -                   | 4              | 4              | 4              | 3           | 2            | 2          | 1           | 1             | -          | 26     |
| Trap Damer                   | 2          | 1                   | 1                   | -              | 4              | 4              | 1           | 1            | 1          | 1           | 1             | 1          | 18     |
| Skeet Damer                  | 2          | 1                   | 1                   | -              | 4              | 4              | 1           | 1            | 1          | 1           | 1             | 1          | 18     |

*Fotnot - det kommer också finnas 10 inbjudningar och 14 universella platser

## Medaljfördelning
| Gren                          | Guld                        | Silver                       | Brons                         |
| 50m Gevär Liggande Herrar     | Artur Ayvazian Ukraina      | Matthew Emmons USA           | Warren Potent Australien      |
| 50m Gevär 3 Positioner Herrar | Qiu Jian Kina               | Juri Sucorukov Ukraina       | Rajmond Debevec Slovenien     |
| 50m Gevär 3 Positioner Damer  | Du Li Kina                  | Kateřina Emmons Tjeckien     | Eglis Yaima Cruz Kuba         |
| 10m Luftgevär Herrar          | Abhinav Bindra Indien       | Zhu Qinan Kina               | Henri Häkkinen Finland        |
| 10m Luftgevär Damer           | Kateřina Emmons Tjeckien    | Ljubov Galkina Ryssland      | Snježana Pejčić Kroatien      |
| 50m Pistol Herrar             | Jin Jong-oh Sydkorea        | Tan Zongliang Kina           | Vladimir Isakov Ryssland      |
| 25m Pistol Damer              | Chen Ying Kina              | Otryadyn Gündegmaa Mongoliet | Munkhbayar Dorjsuren Tyskland |
| 25m Snabbpistol Herrar        | Oleksandr Petriv Ukraina    | Ralf Schumann Tyskland       | Christian Reitz Tyskland      |
| 10m Luftpistol Herrar         | Pang Wei Kina               | Jin Jong-oh Sydkorea         | Kim Jong Su Nordkorea         |
| 10m Luftpistol Damer          | Guo Wenjun Kina             | Natalia Paderina Ryssland    | Nino Salukvadze Georgien      |
| Trap Herrar                   | David Kostelecký Tjeckien   | Giovanni Pellielo Italien    | Aleksej Alipov Ryssland       |
| Trap Damer                    | Satu Mäkelä-Nummela Finland | Zuzana Štefečeková Slovakien | Corey Cogdell USA             |
| Dubbel Trap Herrar            | Walton Eller USA            | Francesco D'Aniello Italien  | Hu Binyuan Kina               |
| Skeet Herrar                  | Vincent Hancock USA         | Tore Brovold Norge           | Anthony Terras Frankrike      |
| Skeet Damer                   | Chiara Cainero Italien      | Kim Rhode USA                | Christine Brinker Tyskland    |